# Yuri Farneti
Yuri Farneti, né le 3 janvier 1996 à Angera, est un joueur professionnel de squash représentant l'Italie. Il atteint en octobre 2020 la 120e place mondiale sur le circuit international, son meilleur classement. Il est champion d'Italie à onze reprises consécutives de 2015 à 2025.

## Biographie
Yuri Farneti commence le squash à l'âge de 12 ans, initié par son père.
Yuri Farneti joue sur le PSA World Tour depuis 2014. Il participe à plusieurs championnats d'Europe par équipes avec l'équipe nationale italienne. Il atteint les huitièmes de finale en 2016, 2017 et 2018. Il représente également l'Italie aux Jeux mondiaux de 2017, et de 2015 à 2022, il est champion d'Italie huit fois consécutivement.

## Palmarès
- Championnats d'Italie : 11 titres (2015-2025)[3]